# Amadeus-Verleihung 2000
Die erste Verleihung des Amadeus Austrian Music Award fand im Jahr 2000 in Wien statt.

## Nominierung und Wahl
Nominiert werden konnten Musiker und Bands bzw. deren Veröffentlichungen, die im Zeitraum von 1. Jänner bis 31. Dezember 1999 auf den Markt kamen bzw. mindestens einen Live-Auftritt hatten. Voraussetzung war, dass die Künstler ihren Lebensmittelpunkt in Österreich haben oder österreichische Staatsbürger sind.

## Preisträger

### Künstlerin Pop/Rock national
- Sandra Pires

### Single des Jahres national
- Anton aus Tirol von DJ Ötzi

### Gruppe Pop/Rock national
- Kurt Ostbahn

### Solo-Künstler Schlager
- Udo Jürgens

### Solokünstlerin Schlager
- Simone Stelzer

### Gruppe Volkstümlicher Schlager
- Brunner & Brunner

### Crossover-Künstler, Künstlerin oder Gruppe/Ensemble des Jahres
- Albano Carrisi

### Jazz/Blues/Folk Künstler, Künstlerin oder Gruppe des Jahres
- Ry Cooder
- Ibrahim Ferrer
- Rubén González

### Dance Act des Jahres
- Blue von Eiffel 65

### Hip-Hop/Rap-Act des Jahres
- 4:99 von Die Fantastischen Vier

### Klassik Künstler, Künstlerin oder Gruppe/Ensemble des Jahres
- Anne-Sophie Mutter

### Single des Jahres international
- Mambo No. 5 von Lou Bega

### Künstlerin Pop/Rock international
- Lauryn Hill

### Künstler Pop/Rock international
- Lenny Kravitz

### Produzent des Jahres
- Peace Orchestra und Kruder & Dorfmeister von Peter Kruder

### Gruppe Pop/Rock international
- Red Hot Chili Peppers

### Newcomer des Jahres international
- Britney Spears

### Beste neue österreichische Compilationidee des Jahres
- Wickie, Slime & Paiper

### Handelspartner des Jahres
- Virgin Megastore

## Besondere Auszeichnungen

### Musikpartner des Jahres
- Gottfried Ettl

### Lebenswerk
- Falco